# Der var engang en krig
Der var engang en krig er en dansk ungdomsfilm fra 1966 instrueret af Palle Kjærulff-Schmidt med manuskript af Klaus Rifbjerg. Filmen foregår under besættelsen og fortæller om hverdagen for en stor skoledreng i puberteten, hvor han oplever sin første forelskelse i den noget ældre veninde til hans søster. Filmen er i sin form realisme iblandet eventyrindslag.

## Medvirkende
- Ole Busck – Tim
- Kjeld Jacobsen – Tims far
- Astrid Villaume – Tims mor
- Katja Miehe-Renard – Kate, Tims søster
- Yvonne Ingdal – Lis, Kates veninde
- Karen Marie Løwert – Lis' mor
- Birgit Brüel
- Jørgen Beck
- Elsa Kourani
- Henry Skjær
- Holger Perfort